# Jill Rips - Indagine a luci rosse
Jill Rips - Indagine a luci rosse (Jill Rips), è un film del 2000 diretto da Anthony Hickox, con protagonista Dolph Lundgren.

## Trama
Matt Sorenson (Dolph Lundgren) è un poliziotto ed ex pugile di San Francisco sommerso dai debiti. La sua vita cambia quando viene a sapere che il fratello benestante è morto assassinato; Matt inizia la sua indagine negli ambienti del business e della politica, fatta di immoralità e sesso occasionale. In particolare la polizia sospetta che l'assassino sia una prostituta di alto bordo, che vende i propri servizi di dominatrice sadomaso ad uomini facoltosi. Matt inizialmente rifiuta questa idea convincendosi che il responsabile sia in realtà Jim Conway, uomo d'affari concorrente del fratello. Tuttavia le morti in circostanze simili di altri uomini d'affari fanno ricredere Matt che alla fine inizia ad indagare sulla pista della donna assassina.